# Kindu
Kindu er en by i den centrale del af Demokratiske Republik Congo, med et indbyggertal (pr. 2005) på cirka 135.000. Byen ligger ved breden af Congofloden.
2°57′S 25°57′Ø / 2.950°S 25.950°Ø